# NGC 5736
NGC 5736 este o liner situată în constelația Boarul. A fost descoperită în 19 aprilie 1887 de către Lewis A. Swift. Se află la o distanță de 122,36 de megaparseci de Pământ.